# Église Saint-Georges de L'Orbehaye
L'église Saint-Georges de L'Orbehaye est un édifice catholique, de la fin du XIIe ou du début du XIIIe siècle, qui se dresse sur le territoire de l'ancienne commune française de L'Orbehaye, dans le département de la Manche, en région Normandie.
L'église est inscrite aux monuments historiques.

## Localisation
L'église Saint-Georges est située dans le petit bourg de l'ancienne commune de L'Orbehaye, sur le territoire de la commune de Montaigu-les-Bois, dans le département de la Manche.

## Description
L'église  de la fin du XIIe ou du début du XIIIe siècle a été restaurée en 1744.
Un peu partout, les pierres sont assemblées selon une disposition appelée en « feuilles de fougère » ou « arête-de-poisson » (opus piscatum).

## Protection aux monuments historiques
L'église de l'Orbehaye est inscrite au titre des monuments historiques par arrêté du 25 septembre 1985.

## Mobilier
Deux statues (saint Gilles et sa biche (XVe siècle) et Vierge à l'Enfant (XIVe siècle)) et un haut-relief (saint Georges terrassant le dragon) du début du XVe siècle sont classés au titre objet aux monuments historiques. Ce dernier représente saint Georges (XVe siècle), en chevalier médiéval, au pied duquel est agenouillé dans l'angle gauche un petit personnage qui est le donateur, Guillaume de Montaigu, dont figurent les armes.
L'église abrite également une peinture sur bois sur la voûte en cul-de-four du chœur, l'Ascension du XVIIIe siècle,« Peinture de la voûte du choeur : Ascension », notice no PM50001788, des fonts baptismaux (Moyen Âge).